# Echinolaena
Echinolaena Desv., 1813 è un genere di piante della famiglia delle Poacee (o Gramineae, nom. cons.).

## Distribuzione e habitat
Il genere ha una distribuzione neotropicale.

## Tassonomia
Il genere comprende 2 specie:
- Echinolaena gracilis Swallen
- Echinolaena inflexa (Poir.) Chase